# Lars Strang
Lars Strang, född 1952, är en finlandssvensk författare, ekonom och före detta företagsledare.

## Biografi
Strang är född och uppvuxen i Karleby och har en ekonomexamen från Åbo universitet. Han var under många år VD för Alcom Group som sysslade med att omstrukturera krisande företag. Baserat på sina erfarenheter av att rekonstruera företag skrev han 2008 en doktorsavhandling på temat, som baseras på observationer av 60 finska bolag som varit i kris. Han har efter detta lämnat företagsvärlden och ägnat sig åt att skriva böcker.

### Böcker
Strangs två första böcker är spänningsromaner på temat girighet, som utspelar sig i affärsmiljöer i näringslivet.
2016 gav han ut Smedjan vid Sundet som är en historisk roman med bland annat den fiktiva karaktären Anders Smed, men som är baserad på en omfattande research. Romanen beskriver tiden under åren 1654–1660, där Anders Smed mot sin vilja blir inkallad till armétjänst för att delta i kung Karl X Gustavs krig i både Polen och Danmark.
2017 gav han ut en uppföljare, De okuvliga, där man får följa Anders Smed och hans familj under Stora ofreden – en tid på åtta år mellan 1713 och 1721 då Ryssland ockuperade stora delar av Finland. Strang stöder sig även här på historiska fakta och efterforskningar, till exempel av historikern Kustaa H J Vilkuna, som i boken Djävulens krig skildrat den råhet och grymhet som utövades i Österbotten under Stora ofreden. Han har också tagit intryck av en doktorsavhandling från 2007 av Johanna Aminoff-Winberg, som kartlagt flyktingströmmarna undan krig och övergrepp och redogjort för hur man på den svenska sidan organiserade flyktinghjälp.